# Korg Kronos
Pour l’article ayant un titre homophone, voir Oasis (homonymie).
Le Kronos est un synthétiseur multimoteur (workstation) produit par le constructeur japonais Korg depuis 2011. Il succède au Triton et à l'OASYS vendu de 2005 à 2009. Le Kronos X, sorti en 2012 améliore les capacités du synthétiseur est distribué avec la 2e version du système d'exploitation. Il est possible de mettre à jour le système d'exploitation de la première version du synthétiseur.
La gamme Kronos est divisée en deux segments, Kronos, Kronos SE et Kronos LS. La gamme SE est composée de clavier 61,76 ou 88 touches. La version 61 touches est semi-lestée. Les versions 76 et 88 touches sont de types RH3, c'est-à-dire à simulation de marteau. La gamme Kronos SE (Spécial édition) possède une finition rouge et possède des banques sons additionnels. Une banque son d'un piano à queue italien et une banque son KApro Showcase (Choix sélectionnée par KApro). La gamme LS possède un design différent des deux précédent et possède 88 toucher, est Sensible à la vélocité et est semi-lesté.

## Caractéristiques
Le kronos intègre un ordinateur comportant un processeur Intel Atom sur lequel tourne un système d'exploitation basé sur Linux.
Avant 2015 :
Carte-mère : Intel D510M0
Processeur : ATOM D510 1.66 GHz dual-core
Mémoire :  2 Giga de mémoire vive SMD-2G88HP-8E de SanMax Technologies Inc
Disque dur (SSD):  Toshiba THNSNB030GBSJ de 30 Go
Après 2015 :
Carte-mère : ASRock IMB-140D
Processeur : ATOM D2550 1.86 GHz Dual Core
Mémoire :  4 Giga de mémoire vive PC3-12800S-11-12-B3 de SanMax Technologies Inc (3 giga adressable)
Disque dur (SSD):  Toshiba THNSNB030GBSJ de 62 Gigaoctets.